# Thomas Jørgensen
Pour les articles homonymes, voir Jørgensen.
Thomas Jørgensen, né le 30 septembre 2005 au Danemark, est un footballeur danois qui évolue au poste de milieu central au Viborg FF.

## Biographie

### En club
Né au Danemark, Thomas Jørgensen commence le football au Herfølge BK avant d'être repéré par le FC Copenhague, qu'il rejoint ensuite pour poursuivre sa formation. Le 21 décembre 2022, il prolonge son contrat de trois ans avec le FC Copenhague.
Le 30 janvier 2024, lors du mercato hivernal, Thomas Jørgensen est prêté par le FC Copenhague au Hvidovre IF jusqu'à la fin de la saison.
C'est avec ce club qu'il fait ses débuts en professionnel, jouant son premier match le 18 février 2024, lors d'une rencontre de Superliga, la première division danoise, face au Randers FC. Il est directement titularisé lors de ce match perdu par son équipe par trois buts à un.
Le 20 août 2024, Thomas Jørgensen quitte définitivement le FC Copenhague en étant recruté par le Viborg FF, club avec lequel il signe un contrat de quatre ans, soit jusqu'en juin 2028.

### En sélection
Thomas Jørgensen représente l'équipe du Danemark des moins de 18 ans. Il joue au total cinq matchs et marque deux buts avec cette sélection.
En octobre 2024, Jørgensen est convoqué pour la première fois avec l'équipe du Danemark espoirs, étant notamment appelé en solution de remplacement pour pallier les forfaits d'Oliver Sørensen et d'Oscar Fraulo. Il ne joue toutefois aucun match lors de ce rassemblement mais est rappelé en novembre 2024. Il joue cette fois-ci son premier match avec les espoirs, le 15 novembre 2024, lors d'un match amical face à l'Allemagne où il est titularisé. Les jeunes danois sont battus sur le score de trois buts à zéro ce jour-là.